# Floorball-Bundesliga 2020/21
Die Floorball-Bundesliga 2020/21 war die 27. Spielzeit um die deutsche Floorball-Meisterschaft auf dem Großfeld der Herren.
Die Saison begann am 12. September 2020. Nachdem bereits am 24. und 25. Oktober acht der neun Spiele abgesagt worden, entschied Floorball Deutschland wegen der zweiten Welle der Corona-Pandemie die Saison bis zum Jahresende zu unterbrechen bzw. könnten bei einer deutlichen verbesserten Lage im Dezember zumindest vereinzelt Nachholspiele durchgeführt werden.
Am 5. März 2021 wurden die ersten beiden Bundesligen abgebrochen. Es wird keine Auf- und Absteiger geben.
Zuvor wurde bereits aufgrund der Pandemie die vorherige Saison vor Ende der Hauptrunde ohne Meister abgebrochen und es gab keine Absteiger, wodurch dieses Jahr wieder der MFBC Leipzig als Titelverteidiger in die Saison ging und die Liga auf zwölf teilnehmende Mannschaften gestiegen war.

## Teilnehmende Mannschaften
- UHC Sparkasse Weißenfels
- MFBC Leipzig
- Floor Fighters Chemnitz
- TV Schriesheim
- DJK Holzbüttgen
- ETV Piranhhas Hamburg
- VfL Red Hocks Kaufering
- Red Devils Wernigerode
- SSF Dragons Bonn
- Berlin Rockets
- SC DHfK Leipzig (N)
- Blau-Weiß 96 Schenefeld (N)

## Modus
In der Hauptrunde spielt jedes Team jeweils zweimal (Hin- und Rückspiel) gegen jedes andere. In den Play-offs spielt 1. gegen den 4. und der 2. gegen den 3. in einem Best-of-3-Modus. Die beiden Gewinner spielen dann gegeneinander um den deutschen Floorball-Meister zu ermittelt.
Die letzten zwei Mannschaften der Tabelle nach der Hauptrunde müssen in die Play-downs. Die beiden spielen dann ebenfalls in einem Best-of-3-Modus. Dabei erhält der niedriger Platzierte im 1. Spiel das Heimrecht. Jener Verlierer steigt ab und der Gewinner kämpft dann gegen den Gewinner der Play-offs der 2. Bundesligen um den Ligaerhalt.

## Tabelle
| Pl. | Verein                       | Sp. | S | U | N | SDS | SDN | Tore  | Diff. | Pkt. |
| --- | ---------------------------- | --- | - | - | - | --- | --- | ----- | ----- | ---- |
| 01. | MFBC Leipzig (M)             | 5   | 5 | 0 | 0 | 0   | 0   | 49:48 | +31   | 15   |
| 02. | UHC Sparkasse Weißenfels (S) | 5   | 5 | 0 | 0 | 0   | 0   | 47:21 | +26   | 15   |
| 03. | DJK Holzbüttgen              | 5   | 5 | 0 | 0 | 0   | 0   | 50:27 | +23   | 15   |
| 04. | ETV Piranhhas Hamburg        | 4   | 2 | 0 | 1 | 1   | 0   | 33:24 | 0+9   | 08   |
| 05. | Floor Fighters Chemnitz      | 5   | 2 | 1 | 2 | 0   | 0   | 29:25 | 0+4   | 07   |
| 06. | TV Schriesheim               | 4   | 2 | 0 | 1 | 0   | 1   | 29:32 | 0–3   | 07   |
| 07. | SSF Dragons Bonn             | 5   | 2 | 0 | 3 | 0   | 0   | 31:32 | 0–1   | 06   |
| 08. | SC DHfK Leipzig (N)          | 5   | 1 | 0 | 4 | 0   | 0   | 30:46 | −16   | 03   |
| 09. | Blau-Weiß 96 Schenefeld (N)  | 4   | 1 | 0 | 3 | 0   | 0   | 18:34 | −16   | 03   |
| 10. | Red Devils Wernigerode       | 5   | 1 | 0 | 4 | 0   | 0   | 22:43 | −21   | 03   |
| 11. | Berlin Rockets               | 5   | 0 | 1 | 4 | 0   | 0   | 16:37 | −21   | 01   |
| 12. | VfL Red Hocks Kaufering      | 4   | 0 | 0 | 4 | 0   | 0   | 24:39 | −15   | 0    |

| Legende                             |
| ----------------------------------- |
| Teilnahme an den Play-Offs          |
| Teilnahme an den Play-downs         |
| (M) Titelverteidiger 2018/19        |
| (P) Pokalsieger 2018/19             |
| (S) Erster der Tabelle beim Abbruch |
| (N) Aufsteiger                      |